# Hydroptila hamistyla
Hydroptila hamistyla är en nattsländeart som beskrevs av Xue och Wang 1995. Hydroptila hamistyla ingår i släktet Hydroptila och familjen smånattsländor. Inga underarter finns listade i Catalogue of Life.